# رائد صبري
رائد صبري (1980 -) هو كاتب ومؤلف وإعلامي أردني.

## حياته ونشأته
رائد صبري بن أبي علفة، ولد في عمان سنة 1970، وأكمل دراسته الأكاديمية فيها وتلقى العلم عن كبار مشايخ عصره فاخذ الحديث عن الشيخ المحدث محمد ناصر الدين الألباني ودرس أصول الفقه على الشيخ محمد سليمان الأشقر وكذلك أخذ عن الشيخ العلامة عبد العزيز بن باز، والشيخ العلامة ابن عثيمين والشيخ محمد نسيب الرفاعي وغيرهم وقد حفظ العديد من المتون في اللغة وفي العقيدة وغيرها.

## مسيرته
عمل في بداية عمره إماماً وخطيباً ثم عمل مدير للمعهد الشرعي لإعداد الدعاة ثم تفرع للعلم.
عمل مديراً للمعهد الشرعي ومستشاراً للعديد من القنوات الفضائية ونائباً للمدير العام لقناة المجد ومديراً للقناة آمين ومديراً لقناة كيف. ومديراً لقناة الإعلانية السعودية وقدم العديد من البرامج الشرعية في العديد من القنوات الفضائية منها:
- برنامج كتب تحت المجهر لقناة المجد العلمية.
- وبرنامج وللنفس بهجة.
- وبرنامج حياتنا برنامج حواري مع سماحة الدكتور أحمد هليل.
- برنامج روح الإسلام.
- برنامج الإسلام والحياة.
- برنامج في رحاب الصيام.
- برنامج تأمل.
- فتاوى.
- وبرنامج يدعون للخير.

ضيفا على الكثير من البرامج التلفزيونية شارك في العديد من المؤتمارات العالمية

## مؤلفاته[5][1][6]
قام بتأليف وتحقيق العديد من الكتب زادت على الأربعين كتابا منها:
- معجم البدع: تأليف طبع عن دار العاصمة الرياض.
- معجم المصنفات الواردة في فتح الباري: تأليف طبع عن دار الهجرة الدمام.

- تصحيح الأخطاء والأوهام الواقعة في فهم أحاديث النبي: تأليف طبه عن دار رمادي الدمام.
- الفوائد البهية بأحكام التشميت الشرعية: تأليف طبع عن دار رمادي الدمام
- كلمة حق في الشيخ الألباني وموقفه من الخصوم: تأليف طبع عن الدار الأثرية.
- المجتنى بفوائد المجتبى تأليف طبع عن بت الأفكار الدولية الرياض.
- مختصر تذكرة السامع والمتكلم في أدب العالم والمتعلم. طبع عن بت الأفكار الدولية الرياض
- إتحاف العاشقين بتهذيب روضة المحبين. طبع عن بت الأفكار الدولية الرياض
- الإعلام بذكرالمصنفات التي حذر منها شيخ الإسلام.طبع عن دار رمادي
- منكرات الأسواق: تأليف طبع عن مكتبة السوادي، جده
- منكرات البيوت: تأليف طبع عن بت الأفكار الدولية الرياض.
- منكرات الجنائز: تأليف طبع عن بت الأفكار الدولية الرياض
- منكرات صالونات التجميل: تأليف طبع عن بت الأفكار الدولية الرياض
- موسوعة الأحاديث النبوية والآثار السلفية الواردة في الكتب الأثرية: بالمشاركة مع أخيه احمد عبد اللطيف لم يطبع
- التبيان لما فهم خطأ من أي القران: تحت الطبع.
- كشف المستور

أما عن الكتب التي قام بتحقيقها فهي كثيرة نذكر منها على سبيل المثال لا الحصر:
- صحيح البخاري: طبع عن مكتبة الرشد في الرياض.
- صحيح مسلم: طبع عن مكتبة الرشد في الرياض.
- سنن الترمذي: طبع عن مكتبة الرشد في الرياض.
- سنن أبي داود: طبع عن مكتبة الرشد في الرياض.
- سنن النسائي: طبع عن مكتبة الرشد في الرياض.
- سنن ابن ماجة: طبع عن مكتبة الرشد في الرياض.
- مبتكرات اللآليء والدرر في المحكمة بين العيني وابن حجر للبوصيري طبع عن مكتبة الرشد في الرياض.
- ثمرات النظر في علم الأثر للصنعاني: طبع عن مكتبة العاصمة.
- نيل المرام بتفسير آيات الأحكام لصديق حسن خان طبع عن دار رمادي الدمام.
- اللفظ المكرم بفضائل عاشوراء المحرم لابن ناصر الدين طبع عن دار رمادي الدمام.
- إعلام الموقعين لابن القيم طبع عن دار طيبة
- زاد المعاد لابن القيم
- شرح سنن ابن ماجة. طبع عن بت الأفكار الدولية الرياض.
- المغني لابن قدامة المقدسي. طبع عن بت الأفكار الدولية الرياض.
- الإنصاف بمعرفة الراجح من الخلاف للماوردي طبع عن بت الأفكار الدولية الرياض.
- نيل الأوطار للشوكاني طبع عن بت الأفكار الدولية الرياض.
- الفروع لابن مفلح: طبع عن بت الأفكار الدولية الرياض.
- تحفة الأحوذي شرح الترمذي للمباركفوري طبع عن بت الأفكار الدولية الرياض.
- عون المعبود بشرح سنن أبي داود طبع عن بت الأفكار الدولية الرياض.
- شرح سنن النسائي: طبع عن بت الأفكار الدولية الرياض.
- الكبائر للذهبي طبع عن بيت الأفكار الدولية
- جامع الأصول لابن الأثير تحت الطبع.
- المصنف لابن أبي شيبة تحت الطبع
- مجموع المتون وهي عبارة عن اربعين متنا. طبع عن بيت الأفكار

وكتب أخرى.